# Општина Ленаухајм
Општина Ленаухајм (рум. Lenauheim) је сеоска општина у округу Тимиш у западној Румунији.

## Природни услови
Општина Ленаухајм се налази у источном, румунском Банат, близу границе са Србијом. Општина је равничарског карактера.

## Становништво и насеља
Општина Ленаухајм имала је према последњем попису 2002. године 5.676 становника, од чега Румуни чине око 80%, а Роми 15%. Пре 50ак година већина су били Немци.
Општина се састоји из 3 насеља:
- Булгаруш
- Грабац
- Ленаухајм - седиште општине